# Edward Scharfenberger
Edward Bernard Scharfenberger (ur. 29 maja 1948 w Brooklynie, Nowy Jork) – amerykański duchowny rzymskokatolicki, biskup Albany od 2014, administrator apostolski diecezji Buffalo w latach 2019–2021.

## Życiorys
Przyszedł na świat w Bushwick (dzielnica Brooklynu). Ukończył Cathedral Preparatory Seminary High School i Cathedral College of the Immaculate Conception. Od 1968 był seminarzystą Kolegium Ameryki Płn. w Rzymie. W 1972 uzyskał dyplom (summa cum laude) na Uniwersytecie Gregoriańskim. Święcenia kapłańskie otrzymał 2 lipca 1973 w bazylice św. Piotra z rąk ówczesnego biskupa Jamesa Hickeya, późniejszego kardynała, wówczas rektora Kolegium Ameryki Płn. Został inkardynowany do rodzinnej diecezji Brooklyn. W 1977 ukończył dalsze studia na Alfonsianum w Rzymie, a w 1980 na Katolickim Uniwersytecie Ameryki.
Oprócz pracy duszpasterskiej przez dziesięciolecia sprawował rozmaite funkcje w kurii diecezjalnej (członek trybunału diecezjalnego, wikariusz sądowy, doradca kanoniczny ordynariusza, promotor sprawiedliwości i członek komisji ds. wykorzystanych seksualnie dzieci). Od 2013 był wikariuszem biskupim dla dzielnicy Queens.
11 lutego 2014 papież Franciszek mianował go biskupem ordynariuszem diecezji Albany.
4 grudnia 2019 papież Franciszek mianował go administratorem apostolskim diecezji Buffalo. Tę funkcję pełnił do 15 stycznia 2021, kiedy to nowy biskup Buffalo Michael William Fisher odbył ingres do katedry.